# NGC 3198
NGC 3198 је спирална галаксија у сазвежђу Велики медвед која се налази на NGC листи објеката дубоког неба.
Деклинација објекта је + 45° 33' 0" а ректасцензија 10h 19m 54,9s. Привидна величина (магнитуда) објекта NGC 3198 износи 10,2 а фотографска магнитуда 10,9. Налази се на удаљености од 14,409 милиона парсека од Сунца. NGC 3198 је још познат и под ознакама UGC 5572, MCG 8-19-20, CGCG 240-30, PGC 30197.